# The Misfits - 30 Years of Fluxus
|  | Denne artikel er oprettet af botten PalnaBot ud fra en ekstern database. Den kan derfor have sproglige fejl eller mangler. Denne skabelon kan fjernes efter kontrol af indholdet. |

The misfits er en film instrueret af Lars Movin efter eget manuskript.

## Handling
Et videoportræt af en gruppe kunstnere, der siden starten af 60'erne har vendt op og ned på vores forestilling om, hvad kunst kan være. En stor del af videoen er optaget i Venedig i 1990, hvor mange af de oprindelige Fluxus-kunstnere mødtes til en stor udstilling i forbindelse med Biennalen, næsten tredive år efter de første banebrydende Fluxus-koncerter, der fandt sted bl.a. i Wiesbaden og København. Videoprogrammet rummer interviews med de fleste af de centrale Fluxus-kunstnere, dokumentationer af deres arbejde samt klip fra film og videoer fra de sidste tredive år i den ustyrlige kunsts tjeneste.